# Karel Trinkewitz
Karel Trinkewitz (23. srpna 1931, Mečeříž – 14. března 2014, Deggendorf) byl český prozaik, básník, představitel experimentální poezie, esejista, výtvarník, tvůrce typografických koláží. Signatář Charty 77. V roce 1979 byl komunistickým režimem v rámci akce Asanace donucen k emigraci a žil v německém Hamburku.

## Život
Karel Trinkewitz měl české a německo-židovské kořeny. Rodina jeho otce byli židé, kteří přišli do Československa počátkem 30. let z Východního Pruska, matčina část rodiny pocházela z Jižních Čech. Za války jako poloviční žid nesměl chodit do školy a česky se naučil doma od své matky. Po válce, díky částečně českému původu, nebyla rodina odsunuta do Německa. Karel Trinkewitz se vyučil v letech 1949–1951 na keramické technické škole v Teplicích-Šanově a potom absolvoval gymnasium v Teplicích, kde byli jeho spolužáky Jan Koblasa nebo Eduard Světlík. Měl v úmyslu studovat filosofii, ale nakonec byl roku 1952 přijat na Právnickou fakultu UK. Po třech semestrech byl jako "buržoazní element" vyloučen a v dalších letech se živil jako stavební dělník nebo nosič balíků na poště a účetní.
V době mírného politického tání koncem 50. let se prosadil jako reklamní grafik a textař a v letech 1961 - 1971 pracoval jako redaktor časopisů vydávaných pro zahraničí v nakladatelství Orbis, mj. "Im Herzen Europas". Mimo zaměstnání se věnoval básnické tvorbě, psal eseje o umění a písňové texty. Jako výtvarník spolupracoval v 60. letech s řadou časopisů, kde pod značkou Witz uveřejňoval karikatury, kresby a koláže. V letech 1968–69 se stal známým jako politický žurnalista a satirik. V 70. letech byl několikrát zatčen a vyslýchán StB. V roce 1977 patřil k prvním signatářům Charty 77 a roku 1979 byl donucen odejít do exilu. Usadil se v Hamburku a pobýval také ve švýcarském regionu Ticino.
Po roce 1989 žil střídavě v Čechách a Německu, kde působil mj. jako český konsul. Doma patřil ke skupině Rudolfa Battěka a spolu s ním byl vyloučen z ČSSD. Prezident Václav Havel vyznamenal Karla Trinkewitze Řádem Bílého lva.

## Dílo
Jako student keramické školy byl Trinkewitz ovlivněn surrealismem, zejména Salvatorem Dalí. V pozdější době se věnoval kaligrafii, lettristickým kolážím a vizuální poezii. Zájem o koláž inspiroval jeho otec, který byl fotografem. Od poloviny 60. let se stýkal s tvůrci experimentální poezie, kteří patřili do okruhu Jiřího Koláře a Josefa Hiršala a patřil k zakladatelům Klubu konkretistů. Po odchodu do exilu spolupracoval s řadou německých i exilových vydavatelů a angažoval se v exilovém časopisu ČSSD Právo lidu a revui Pól. V Německu byl v úzkém kontaktu s okruhem osob kolem teoretika Maxe Bense.
Trinkewitz se věnoval psaní krátkých básní ve stylu japonského haiku, které zároveň ilustroval svými kresbami. Výbor 200 haiku z celkem 14 000 jeho básní v češtině a němčině vydalo roku 2004 nakladatelství Akropolis.
K jeho 80. narozeninám vyšla kniha osobních reflexí Jak jsem poznal básníky, kde zachytil osobní nebo literární setkání se dvěma sty osobnostmi světové poezie.

### Ocenění
- Biermann-Ratjen Medaille, Autorská asociace Hamburg
- 2008 Cena čas. Plzeňský literární život (PLŽ), poezie, 1. místo.
- 2010 Cena Bohumila Polana, čestné uznání (dílo: Tristium Rabí. Galerie města Plzně, 2009)
- 2012 Cena Bohumila Polana, 1. místo (dílo: Jak jsem potkal básníky)[5]

### Knihy
- Haiku o Praze: sto haiku a sto kreseb Karla Trinkewitze, Rozmluvy / A. Tomský, London 1984, ISBN 0-946352-11-9
- Lob des Haiku = Chvála haiku, Akropolis, Praha 2004 (dt., tsch./jap.), ISBN 80-903417-2-1, ISBN 80-903417-3-X
- Praha v sedmnácti slabikách = Prag in siebzehn Silben, Battert, Baden-Baden 1994, ISBN 3-87989-233-4
- Karel Trinkewitz: Život je koláž – das Leben ist eine Collage. Text Jan Kasl et al., Gallery, Prag 1999, ISBN 80-86010-18-X
- Slavomír Ravik: Velká kniha o Praze, Ilustrace Karel Trinkewitz. Regia / Euromedia Group – Knižní klub, Prag 2000, ISBN 80-86367-05-3, ISBN 80-242-0429-0
- Jitřenka, ale i řemdih, Pro libris, Plzeň 2009, ISBN 978-80-86446-47-9
- Das Leben ist eine Collage: Karel Trinkewitz Ausstellungskatalog 1999, Tristium Rabí, Plzeň 2009
- Tristium Rabí, Imago et verbum – Sv. 7, Galerie města Plzně 2009, ISBN 978-80-87289-05-1
- Karel Trinkewitz, Harald Bäumler, Manfred G. Dinnes: Trivium auf Abwegen Ausstellungskatalog, 20. September - 1. Oktober 2010, Atelier & Galerie St. Johann, Amberg 2010.
- Jak jsem potkal básníky, Imago et verbum – Sv. 14, Galerie města Plzně 2011, ISBN 978-80-87289-16-7
- Melancholidský život[nedostupný zdroj], Pro libris, edice Ulita sv. 31, Plzeň 2013, ISBN 978-80-86446-68-4
- 24 hodin krásy Archivováno 21. 2. 2017 na Wayback Machine., Pro libris, edice Ulita sv. 42, Plzeň 2015, ISBN 978-80-86446-84-4

### Autorské výstavy
- 1966 Karel Trinkewitz, Galerie na Karlově náměstí, Praha
- 1968 Karel Trinkewitz, Galerie Nová síň, Praha
- 1970 Karel Trinkewitz, Mikrobiologický ústav ČSAV, galerie, Praha
- 1980 Karel Trinkewitz: Collagen aus Prag, Galerie Sternbrücke, Hamburg
- 1991 Karel Trinkewitz: V Guttenbergově galaxii, Galerie u svatého Martina, Praha
- 1997/1998 Karel Trinkewitz: Pocta Praze, Galerie Franze Kafky, Praha
- 1999 Karel Trinkewitz: Život je koláž / Das Leben ist eine Collage, Mánes, Praha
- 2000 Karel Trinkewitz: La vida es un collage, Antares, Sevilla
- 2009 Karel Trinkewitz: Tristium Rabí, Galerie města Plzně
- 2012 Karel Trinkewitz: Vizuální básně, Knihovna Libri prohibiti, Praha
- 2013 Karel Trinkewitz, Galerie Závodný, Mikulov[3]
- 2016 Karel Trinkewitz, Museum Kampa, Praha[6]